# Estische Socialistische Sovjetrepubliek
De Estische Socialistische Sovjetrepubliek (Estische SSR) (Estisch: Eesti Nõukogude Sotsialistlik Vabariik, Russisch: Эстонская Советская Социалистическая Республика; Estonskaja Sovjetskaja Sotsalistitsjeskaja Respoeblika) was de officiële naam van Estland van 1940 tot 1990, toen het een unierepubliek van de Sovjet-Unie vormde.
De naam werd in 1940 voor het eerst ingevoerd, nadat Estland was bezet door de Sovjet-Unie. Op deze bezetting volgde een grootschalige terreur waarbij veel Esten vermoord of gedeporteerd werden. Van 1941 tot 1944 hielden de Duitsers Estland bezet, daarna werd het land heroverd door het Rode Leger. Door het communistische regime werd een harde politiek van russificatie gevoerd, wat resulteerde in de aanwezigheid van een grote Russischtalige minderheid.
Op 8 mei 1990 werd de Republiek Estland uitgeroepen, die op 6 september 1991 door de Sovjet-Unie werd erkend als een soevereine staat.

## Geschiedenis

### Molotov-Ribbentrop Pact en bezetting door de Sovjet-Unie
In een geheim protocol in het Molotov-Ribbentrop Pact, dat op 23 augustus 1939 ondertekend werd, werd afgesproken dat Estland in de handen van de Sovjet-Unie zou komen. In hetzelfde jaar, op 24 september viel de Sovjet-Unie Estland binnen. De Sovjet-Unie eiste dat er militaire basissen en 25 000 troepen op Estisch grondgebied mochten komen. De Estische regering ondertekende een overeenkomst die dit toeliet op 28 september 1939.
Op 12 juni 1940 werd een order gegeven voor een totale militaire blokkade van Estland, de Sovjet-Baltische Vloot zou voor deze blokkade zorgen. Op 14 juni 1940 trad deze blokkade in werking. Die dag schoten twee Sovjet-Iljoesjin DB-3 torpedobommenwerpers een Fins passagiersvliegtuig neer, waarbij alle negen passagiers omkwamen. De Finse overheid stuurde geen klachten en vragen naar de Sovjet-Unie, uit angst voor een gewelddadige reactie. De aanval was waarschijnlijk deel van de voorbereiding voor een volledige bezetting van Estland, aan boord van het passagiersvliegtuig waren namelijk belangrijke diplomaten en zakenmensen uit Duitsland, Frankrijk en de Verenigde Staten aanwezig.
Op 16 juni 1940 overvielen NKVD-troepen grensposten in Estland, Litouwen en Letland. Jozef Stalin beweerde dat de verdragen met betrekking tot plaatsing van militairen in Estland, die in 1939 waren ondertekend, geschonden zouden zijn en hij eiste dat er een nieuwe regering werd aangesteld in Estland. De Estische regering besloot om volgens het Kellogg-Briand Pact, geen militair verzet te bieden, om zo onnodige bloedvergieten te voorkomen.
Op 17 juni 1940 vond de overname van Estland plaats, de gebieden van Estland door de Sovjet-Unie werden bezet. De gevechten tussen het Estische leger en het Rode Leger duurden enkele uren. Het grootste deel van het Estische leger was al ontwapend, er werd weinig weerstand vertoond. Militaire operaties waren op 18 juni officieel compleet. De volledige bezetting was op 21 juni voltooid, president Konstantin Päts werd afgezet en er werd plaatsgemaakt voor een marionettenregering onder leiding van Johannes Vares.
Grote bedrijven, industrie en banken werden op 23 juli 1940 genationaliseerd, later werden ook kleinere ondernemingen genationaliseerd.

### Bezetting door nazi-Duitsland
Nazi-Duitsland bereikte Estland in juli 1941. De Estische bevolking hoopte dat de onafhankelijkheid hersteld zou worden, dit was echter niet het geval. Estland werd onderdeel van het rijkscommissariaat Ostland.
De Duitsers hadden weinig succes met het rekruteren van vrijwilligers en voerde in 1942 de dienstplicht in, wat leidde tot het vluchten van 3400 man naar Finland.
De nazi-regering had de bedoeling om de Baltische staten te gebruiken als belangrijkste plaats voor het ombrengen van mensen. Joden van buiten de Baltische staten werden naar de Baltische staten gebracht om daar vervolgens omgebracht te worden. Er zijn ongeveer 1000 Estische Joden, 10.000 niet-Estische Joden, 1000 Estische Roma, 7000 andere Esten en 15.000 Sovjet-krijgsgevangenen slachtoffer geworden van de Holocaust in Estland.

### Tweede bezetting door de Sovjet-Unie
De Sovjet-Unie bezette Estland opnieuw in 1944. Dit leidde tot het vluchten van 80.000 mensen naar het westen. Een groot deel van de vluchtelingen ging naar Finland, Duitsland en Zweden. Bij de herbezetting werd al snel het oude beleid voor nationalisatie en collectivisatie ingevoerd. De snelle collectivisatie begon in 1946, gevolgd door een hardhandig optreden tegen koelakken in 1947. Mensen die weerstand boden tegen het collectivisatieproces werden vermoord of gedeporteerd.
Een positief aspect van het post-Stalin-tijdperk in Estland was het opnieuw verlenen van toestemming aan burgers aan het eind van de jaren vijftig om contact te leggen met het buitenland. De banden met Finland werden opnieuw geactiveerd en in 1965 werd een veerdienst geopend tussen Tallinn en Helsinki. 
Sommige Esten begonnen naar de Finse televisie te kijken. De televisietoren in Helsinki zond vanaf slechts 80 kilometer vanaf Tallinn. Dit 'venster op het Westen' bood de Esten meer informatie over actuele zaken en meer toegang tot de westerse cultuur en gedachtegoed dan welke andere groep in de Sovjet-Unie dan ook. Deze wat meer open mediaomgeving was belangrijk bij het voorbereiden van de Esten op hun voorhoederol bij de uitbreiding van de perestrojka tijdens het Gorbatsjov- tijdperk.
In 1980 was Tallinn gastheer van de zeilevenementen van de Olympische Zomerspelen van 1980. In 1981 werd Russisch al onderwezen in de tweede klas van de Eststalige basisscholen en in sommige stedelijke gebieden werd het ook geïntroduceerd in het Estse kleuteronderwijs.
De Sovjetautoriteiten begonnen Finse toeristen en de broodnodige buitenlandse valuta die ze konden meebrengen, binnen te lokken. Het Sovjet-reisbureau Inturist contracteerde het Finse bouwbedrijf Repo om Hotel Viru in het centrum van Tallinn te bouwen. 
Op 8 mei 1990 werd de Republiek Estland uitgeroepen, maar deze werd pas op 6 september 1991 erkend door de Sovjet-Unie.

## Functionarissen van de Estische communistische Partij (EKP)

### Eerste secretarissen van de Estische Communistische Partij
- Karl Säre – 1940-1943
- Nikolai Karotamm – 1944-1950
- Johannes Käbin – 1950-1978
- Karl Vaino – 1978-1988
- Vaino Väljas – 1988-1990

### Voorzitter van de Estische Communistische Partij
- Vaino Väljas – 1990

### Voorzitters van het Presidium van de Opperste Sovjet
- Johannes Vares “Barbarus” - 1940-1946 – EKP
- Nigol Andresen – 1946-1947 – EKP
- Eduard Päll – 1947-1950 - EKP
- August Jakobson – 1950-1958 – EKP
- Johan Eichfeld – 1958-1961 – EKP
- Aleksei Müürisepp – 1961-1970
- Aleksander Ansberg – 1970 – EKP
- Artur Vader – 1970-1978 – EKP
- Meta Vannas (v) – 1978 – EKP
- Johannes Käbin – 1978-1983 – EKP
- Arnold Rüütel – 1983-1990 – EKP

### Voorzitter van de Opperste Sovjet
- Arnold Rüütel – 1990 – EKP/Rahvarinne (Volksfront van Estland)

### Voorzitter van de Opperste Raad
- Arnold Rüütel – 1990-1991 – R

Afk.: EKP= Estische Communistische Partij; R= Volksfront van Estland
Armeense SSR · Azerbeidzjaanse SSR · Estische SSR · Georgische SSR · Kazachse SSR · Kirgizische SSR · Letse SSR · Litouwse SSR · Moldavische SSR · Oekraïense SSR · Oezbeekse SSR · Russische SFSR · Tadzjiekse SSR · Turkmeense SSR · Wit-Russische SSR
 Tijdelijke Sovjetrepublieken: Karelo-Finse SSR (1940-1956) · Transkaukasische SFSR (1922-1936) · Abchazische SSR (1921-1931)